# Віртуалізація робочих місць

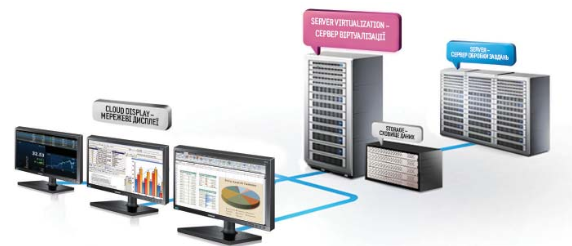
Virtual Desktop Infrastructure, VDI

Віртуалізація робочих місць(Virtual Desktop Infrastructure, VDI) — це технологія створення робочих місць у віртуальному середовищі: співробітник може
отримати доступ до персонального робочого столу і корпоративних ресурсів, використовуючи Інтернет і пристрій для відображення інформації.
Переваги впровадження віртуалізації:
- підвищення стабільності системи
- підвищення рівня безпеки
- скорочення часу реакції на проблеми
- простий моніторинг та ефективне адміністрування
- виключення втрат даних
- зниження вартості обладнання та підтримки
- зменшення споживання електроенергії

Недоліки:
- залежність від мережевого підключення та його пінгу;
- затримки клієнта підключення при виконанні дій;

В Україні сервіс віртуалізації робочих місць розробив хмарний оператор GigaCloud.